# Fosca Innocenti
Fosca Innocenti è una serie televisiva italiana trasmessa in prima serata su Canale 5 dall'11 febbraio 2022. È creata da Massimo Del Frate, diretta da Fabrizio Costa nella prima stagione e da Giulio Manfredonia nella seconda stagione, prodotta da Banijay Studios Italy in collaborazione con RTI ed ha come protagonisti Vanessa Incontrada e Francesco Arca.

## Trama
Fosca Innocenti, vicequestore di Arezzo, lavora in una questura composta quasi esclusivamente da donne esperte in indagini, analisi e gialli. La donna è segretamente innamorata di Cosimo, il suo migliore amico.

## Episodi
| Stagione         | Episodi | Prima TV |
| ---------------- | ------- | -------- |
| Prima stagione   | 4       | 2022     |
| Seconda stagione | 4       | 2023     |

## Personaggi e interpreti
- Fosca Innocenti (stagioni 1-2), interpretata da Vanessa Incontrada. È il vicequestore di Arezzo, gestisce anche la proprietà di famiglia ereditata dal padre, è da anni che ha perso entrambi i genitori. Fosca possiede un olfatto molto sensibile, distingue gli odori con una precisione assoluta, ciò le torna utile nelle sue indagini. È una donna indipendente, ben voluta da tutti, ama gli animali come ad esempio la sua cagnolina Alice, e il suo cavallo Sansone che le è stato lasciato dal padre. Alla fine della seconda stagione scoprirà di essere Lesbica e si fidanzerà con Giulia.
- Cosimo (stagioni 1-2), interpretato da Francesco Arca. È il migliore amico di Fosca che gestisce un'enoteca accanto alla questura. È un uomo simpatico e gentile, riscuote successo con le donne, e per questo si è meritato da nomea di donnaiolo, ma in realtà non è capace di legarsi a nessuna perché Fosca è sempre stata l'unica che ama, sentimento che lei ricambia ampiamente; Cosimo affettuosamente la chiama "Foschina". Alla fine quando Fosca scoprirà di essere lesbica lo lascierà.
- Giulia De Falco (stagioni 1-2), interpretata da Desirée Noferini. È un ispettore della questura, apertamente lesbica, è indubbiamente l'elemento migliore della squadra di Fosca, donna decisamente introversa e orgogliosa. Lei e Fosca sono molto simili, entrambe non vogliono fare affidamento su nessuno, anche per questo c'è poco spazio per l'amore nelle loro vite. Alla fine della seconda stagione si fidanza con Giulia.
- Rosa Lulli (stagioni 1-2), interpretata da Cecilia Dazzi. È un ispettore della questura, madre e moglie, effettivamente è l'unica tra tutti i membri della squadra di Fosca ad avere una famiglia. Pur essendo una donna passionale, si sente trascurata dal marito, che di professione è un idraulico, infatti non si sente molto apprezzata come donna.
- Bice (stagioni 1-2), interpretata da Giorgia Trasselli. Lavora con Fosca nella tenuta della sua famiglia, vivendo con lei, quando Fosca era piccola Bice le faceva da tata. Praticamente lei è stata una madre per Fosca, è una donna semplice e impicciona, ma anche saggia e amorevole. Al di sopra di tutto vorrebbe che Fosca avesse una famiglia e un uomo da amare.
- Pino Ricci (stagioni 1-2), interpretato da Francesco Leone. È un ispettore di polizia, l'unico uomo della squadra di Fosca. Viene dalla Sicilia, ha una relazione a distanza con Penelope, la sua fidanzata. Poche volte gli viene concesso di prendere parte alle operazioni sul campo, infatti gli vengono affidati più che altro mansioni d'ufficio.
- Dottor Fontana (stagioni 1-2), interpretato da Claudio Bigagli. È il medico legale, è un uomo affabile e simpatico, parla sempre del suo nipotino a cui è tanto legato, infatti è un nonno  premuroso.
- Giuliana Perego (stagioni 1-2), interpretata da Irene Ferri. È la PM, all'inizio lei e Fosca non andavano molto d'accordo ma col tempo impareranno a rispettarsi. Per lei è importante preservare il delicato rapporto tra la comunità e la questura, ha conoscenze tra i membri dell'alta società di Arezzo. Nel tempo libero pratica il golf, è anche membro del circolo privato.
- Susy (stagioni 1-2), interpretata da Maria Malandrucco. È la cameriera che lavora nell'enoteca di Cosimo. È affezionata a lui, Susy appare quasi sempre come una persona di cattivo umore. Parla molto bene l'inglese.
- José Rodríguez (stagione 2), interpretato da Sergio Múñiz. È un insegnante di danza che frequenterà Rosa Lulli.
- Lapo Fineschi (stagione 2), interpretato da Giovanni Scifoni. È una vecchia fiamma di Fosca che dopo tanti anni torna ad Arezzo con l’intenzione di prendersi il casale che il padre della poliziotta aveva perso al gioco anni prima.
- Rita Fiorucci (stagione 2), interpretata da Caterina Signorini. È una giovane poliziotta alle prime armi.
- Greta (stagione 2), interpretata da Maria Chiara Centorami. È la nuova fiamma di Giulia De Falco. Ma si lasceranno.

## Produzione
La serie è creata da Massimo Del Frate, diretta da Fabrizio Costa nella prima stagione e da Giulio Manfredonia nella seconda stagione, scritta da Dido Castelli, Graziano Diana, Francesca Panzarella e Anna Samueli e prodotta da Banijay Studios Italy in collaborazione con RTI. Prima ancora della messa in onda della prima stagione, la serie è stata rinnovata per una seconda stagione in onda dal 13 gennaio 2023 e prima ancora di questa data è stato di nuovo anticipato che ci sarà una terza ed ultima stagione, tuttavia la serie viene cancellata dopo la seconda stagione, infatti viene annunciato che la terza serie non ci sarà.

### Riprese
Le riprese della prima stagione si sono svolte da maggio a settembre 2021 tra Roma e Arezzo, mentre le riprese della seconda stagione si sono svolte da aprile ad agosto 2022, sempre tra Roma e Arezzo.

## Distribuzione
In originale la serie va in onda in prima serata su Canale 5 dall'11 febbraio 2022: la prima stagione è stata trasmessa dall'11 febbraio al 4 marzo 2022, mentre la seconda stagione è stata trasmessa dal 13 gennaio al 3 febbraio 2023.
Composizione episodi
In originale la serie è composta da due stagioni di 8 episodi, ognuno dei quali ha una durata di 100 minuti circa: la prima stagione comprende i primi 4 episodi, mentre la seconda stagione i rimanenti 4.